# Попков Михайло Данилович
Михайло Данилович Попков (11 листопада 1924, село Астахова Слобода Мєщовського повіту, тепер Юхновського району Калузької області, Російська Федерація — 23 серпня 2023) — радянський військово-політичний діяч, член Військової ради — начальник політичного управління Середньоазіатського військового округу, член Військової ради — начальник політичного управління Сухопутних військ СРСР, генерал-полковник (16.02.1979). Кандидат у члени ЦК КПРС у 1981—1990 роках. Депутат Верховної Ради СРСР 11-го скликання.

## Життєпис
Народився в селянській родині.
З березня 1942 року служив у Червоній армії, учасник німецько-радянської війни. Розпочав військову службу в 185-му запасному стрілецькому полку, вперше потрапив на передову в складі 766-го стрілецького полку 217-ї стрілецької дивізії 49-ї армії Західного фронту. Служив командиром мінометного розрахунку, заступником командира роти, комсомольським організатором батальйону.
З листопада 1942 по квітень 1943 року — курсант Харківського військово-політичного училища, яке перебувало в місті Ташкенті.
Член ВКП(б) з 1943 року.
З квітня 1943 року — на партійно-політичній роботі в Радянській армії: комсомольський організатор 1266-го армійського занітного артилерійського полку 28-ї гвардійської стрілецької дивізії 33-ї армії 2-го та 1-го Білоруських фронтів, 
Потім — помічник начальника політичного відділу бригади, помічник начальника політичного відділу дивізії.
У 1947—1950 роках — слухач Військово-політичної академії імені Леніна.
З жовтня 1956 по серпень 1958 року — на військово-політичній роботі в радянських окупаційних військах в Угорщині, учасник придушення угорської революції 1956 року.
У 1959—1960 роках — начальник політичного відділу Суворовського військового училища.
З 1960 року — на військово-політичній роботі: начальник політичного відділу дивізії.
У 1966 році закінчив Військову академію Генерального штабу Збройних сил СРСР.
До 1970 року — член Військової ради — начальник політичного відділу армії.
У 1970—1973 роках — заступник начальника управління в Головному політичному управлінні Радянської армії і Військово-морського флоту.
У серпні 1973 — грудні 1980 року — член Військової ради — начальник політичного управління Середньоазіатського військового округу.
У грудні 1980 — 1989 року — член Військової ради — начальник політичного управління Сухопутних військ СРСР.
З 1989 року — у відставці в місті Москві.
Очолював редакційно-видавничу групу Національної асоціації об'єднань офіцерів запасу збройних сил Росії. Голова правління фонду «Офіцерське братство».

## Військові звання
- генерал-полковник (16.02.1979)

## Нагороди
- орден Леніна
- орден Жовтневої Революції
- два ордени Червоного Прапора
- орден Вітчизняної війни І ст.
- орден Вітчизняної війни ІІ ст. (21.03.1945)
- два ордени Червоної Зірки (12.06.1944,)
- медаль «За відвагу» (1943)
- медалі
- Почесний громадянин міста Юхнова Калузької області